# Zamek w Kieżmarku

Widok ogólny

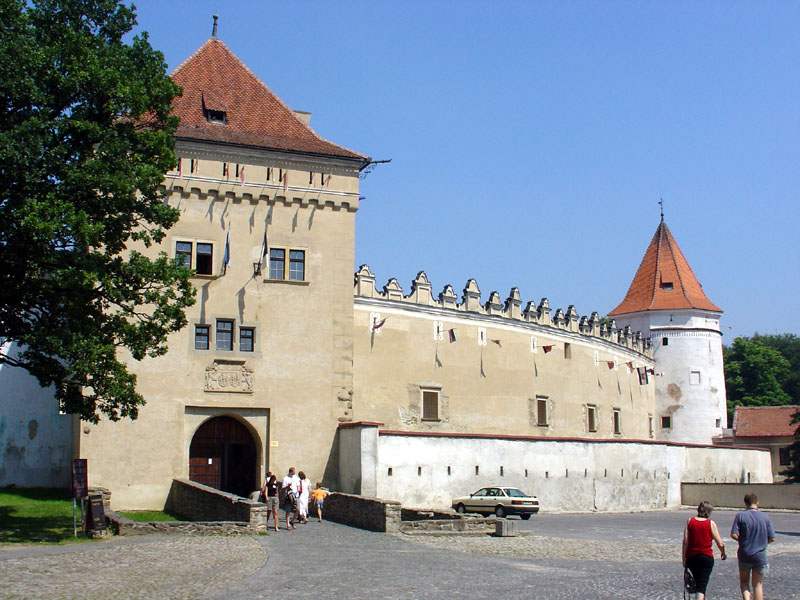
Wieża bramna zamku w Kieżmarku

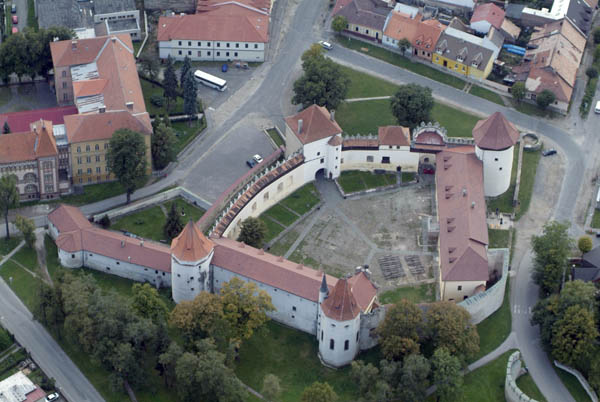
Zamek w Kieżmarku z lotu ptaka

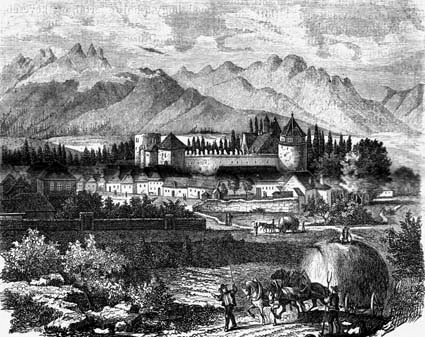
Zamek w Kieżmarku na rycinie z połowy XIX w,; w tle Wysokie Tatry

Zamek w Kieżmarku – zespół zamkowy usytuowany w mieście Kieżmark na Spiszu, w północnej Słowacji. Należy do kategorii tzw. zamków miejskich, sytuowanych na terenach miast, połączonych z nimi murami w jeden system obronny i mających w znaczący sposób podnosić obronność tych ośrodków miejskich. W przypadku Kieżmarku jednak to właściciele zamku przez długie lata należeli do największych wrogów miasta, które chcieli pozbawić lukratywnych przywilejów wolnego miasta królewskiego i zepchnąć do rangi miasta prywatnego.
Początki dziejów kieżmarskiego zamku wiążą się z węgierskim rodem Zápolyów, którzy w XV w. stali się właścicielami dawnej osady skupionej wokół kościoła św. Elżbiety w widłach Popradu i Ľubicy. Prace budowlane rozpoczęły się w 1465 r., kiedy Emeryk Zápolya został żupanem Spisza. Jako pierwsza – jeszcze w tym samym roku – powstała wieża bramna. W następnych latach wzniesiono mury obronne, które połączono z istniejącymi już wówczas murami miejskimi. W ten sposób zamek uzyskał w przybliżeniu swój obecny kształt na rzucie nieregularnej elipsy. Wewnątrz, wzdłuż murów obronnych, powstały budowle mieszkalne i gospodarcze, w tym gotycki pałac. Do ich budowy użyto m.in. materiałów z rozebranego wówczas kościoła św. Elżbiety. System fortyfikacji został uzupełniony wieżą obronną po stronie północno-zachodniej, w której obecnie znajduje się kaplica.
W 1528 r. w posiadanie zamku weszła rodzina Łaskich. Stąd właśnie w 1565 r. Beata z Kościeleckich Łaska, majętna wdowa po księciu Ostrogskim, a wówczas żona Olbrachta Łaskiego, pana na Kieżmarku z nadania króla Jana Zápolyi, podjęła pierwszą znaną w historii wycieczkę turystyczną w Tatry, podczas której dotarła w głąb Doliny Kieżmarskiej (z pewnością nie dalej jak do Zielonego Stawu Kieżmarskiego). I w tymże zamku była później więziona przez męża, który (młodszy od niej o 21 lat!) w tym czasie przepuszczał w hulankach po Europie jej wiano.
Drogą różnych transakcji zastawów i zakupów zamek (a później i miasto) dostał się w 1579 r. do rąk rodziny Thökölych. Jej cztery generacje miały siedzibę na zamku, a spory między miastem a Thökölymi doszły do takiego poziomu, że na porządku dziennym były uliczne burdy, wzajemne napaści i akty zemsty. Ród Thökölych był odwiecznym wrogiem Habsburgów, a Imre Thököly, przywódca wielkiego antyhabsburskiego powstania kuruców wybuchłego w roku 1672 dodatkowo sprzymierzył się z Turcją w walce z cesarstwem. Kiedy więc Turcy ponieśli klęskę pod Wiedniem w 1683 r. cesarz Leopold I skonfiskował wszystkie węgierskie majątki Thökölyego i dlatego nie zachowało się praktycznie nic z pierwotnego wyposażenia zamku.
Za panowania pierwszych Thökölych gotycki, obronny zamek gruntownie przebudowano w bogatą, renesansową siedzibę możnowładczą. Na murach obronnych pojawiły się attyki oraz sgraffitowe ozdoby. Około 1628 r. przebudowie uległo skrzydło północno-wschodnie pałacu, w którym zmieniono dyspozycję pomieszczeń, przebudowano drzwi i okna, a wnętrza ozdobiono malowidłami ściennymi. Przebudowana została też wieża bramna, w której urządzono jadalnię i salon. Na południe od niej wzniesiono przy murze obronnym czworokątną budowlę mieszkalną. W latach 1657–1658 przebudowano dawną wieżę obronną na kaplicę, utrzymaną już w stylu barokowym. Sprowadzeni w tym czasie z Italii rzemieślnicy udekorowali wnętrza zamku, a zwłaszcza kaplicy, bogatymi sztukateriami. Prawdopodobnie z ich udziałem powstały pyszne stajnie końskie na wschód od pałacu, gdzie w latach 70. XX w. odnaleziono na fasadzie iluzjonistyczne sgraffito.
Ostatnim właścicielem zamku był Ferdynand Rüber, od którego w 1702 r. odkupiło go miasto. Po przejściu zamku w posiadanie miasta jego pomieszczenia wykorzystywano jako spichlerz, później umieszczono w nim koszary, a następnie różne manufaktury i warsztaty. Pozbawiony kompleksowego nadzoru zamek niszczał, kilkakrotnie różne jego części były niszczone przez pożary. Już w II połowie XIX w. pojawiły się pomysły wykorzystania go na cele muzealne, jednak dopiero po częściowym remoncie głównej wieży w 1931 r. otwarto w niej pierwszą ekspozycję muzealną.
W latach 1962–1985 prowadzono na zamku rozległe prace archeologiczne, połączone z jego gruntowną konserwacją. Obecnie cały obiekt (oprócz piwnic) służy celom muzealnym. Umieszczona w nim ekspozycja prezentuje rozwój Kieżmarku od jego powstania do lat 30. XX w. na tle dziejów władających nim rodów.